# Eparchie vitebská
Eparchie vitebská je eparchie běloruské pravoslavné církve nacházející se v Bělorusku.

## Území a titul biskupa
Zahrnuje správní hranice území města Vitebsk, Orša a Vitebského, Bešankovičského, Haradokského, Dubrovenského, Lepelského, Ljozněnského, Oršanského, Sjanněnského, Talačynského, Čašnikského a Šumilinského rajónu Vitebské oblasti.
Eparchiálnímu biskupovi náleží titul biskup vitebský a oršanský.

## Historie
Je jedna z nejstarších eparchií ve východní Evropě. Podle Vitebské kroniky byly ve Vitebsku již v polovině 10. století dva chrámy.
Roku 1401 byl biskup Feodosij povýšen na arcibiskupa polockého a vitebského.
Po dobytí Polocka roku 1563 carem Ivanem Hrozným se Vitebsk stal centrem samostatné eparchie, jako součást Kyjevské metropole.
Roku 1839 byla polocká a vitebská eparchie přenesena do Vitebska.
V letech 1931–1932 bylo bolševiky zatčeno téměř celé pravoslavné duchovenstvo v čele s arcibiskupem Nikolajem (Pokrovským).
Roku 1936 bylo úřady ve Vitebsku uzavřeno 16 ze 17 fungujících chrámů.
Náboženský život ve Vitebské oblasti začal ožívat koncem 80. let. Dne 11. června 1992 bylo na Archijerejském soboru Ruské pravoslavné církve rozhodnutu o zřízení samostatné vitebské eparchie.